# Liste der Kulturgüter in Kirchdorf BE
Die Liste der Kulturgüter in Kirchdorf BE enthält alle Objekte in der Gemeinde Kirchdorf im Kanton Bern, die gemäss der Haager Konvention zum Schutz von Kulturgut bei bewaffneten Konflikten, dem Bundesgesetz vom 20. Juni 2014 über den Schutz der Kulturgüter bei bewaffneten Konflikten sowie der Verordnung vom 29. Oktober 2014 über den Schutz der Kulturgüter bei bewaffneten Konflikten unter Schutz stehen.
Objekte der Kategorie A sind vollständig in der Liste enthalten, Objekte der Kategorie B sind im Gemeindegebiet nicht ausgewiesen, Objekte der Kategorie C fehlen zurzeit (Stand: 3. März 2024). Unter übrige Baudenkmäler sind geschützte Objekte zu finden, die im Bauinventar des Kantons Bern als «schützenswert» verzeichnet sind.

## Kulturgüter
| Foto |                                                    | Objekt                  | Kat. | Typ | Standort                               | Beschreibung |
| ---- | -------------------------------------------------- | ----------------------- | ---- | --- | -------------------------------------- | --- |
| ja   | Datei hochladen · Wikidata zu Speicher (Q19362661) | Speicher KGS-Nr.: 09208 | A    | G   | Mühledorf, Filgesse 31 607468 / 185982 | Der 1682 erbaute Speicher ist ein reich verzierter Bohlenständerbau mit mächtigen Eichen-Eckständern und Schwellenkranz. Bemerkenswert ist die für das 17. Jahrhundert charakteristische Verdoppelung der Freibünde. An der Treppenwange sowie an den Laubenschwellen und den Brüstungsgesimsen sind mehrfach gestufte Rautenfriese zu finden. |

## Übrige Baudenkmäler
Hinweis: Anstelle der KGS-Nummer wird als Objekt-Identifikator (ID) die Grundstücksnummer verwendet.
| ID  | Foto |                 | Objekt                             | Typ | Standort                                         | Beschreibung |
| --- | ---- | --------------- | ---------------------------------- | --- | ------------------------------------------------ | ------------ |
| 5   | BW   | Datei hochladen | Kornhaus mit Toranbau (18. Jh.)    | G   | Kirchgasse 10 608514 / 185494                    |              |
| 5   | BW   | Datei hochladen | Pfarrhaus (1709)                   | G   | Kirchgasse 12 608530 / 185472                    |              |
| 5   | BW   | Datei hochladen | Wasch- und Ofenhaus (um 1700)      | G   | Kirchgasse 12a 608544 / 185474                   |              |
| 8   | BW   | Datei hochladen | Reformierte Kirche (1872–1874)     | G   | Kirchgasse 14 608539 / 185500                    |              |
| 9   | BW   | Datei hochladen | Archivturm (1. Hälfte 17. Jh.)     | G   | Chefelistutz 1 608473 / 185468                   |              |
| 42  | BW   | Datei hochladen | Bauernhaus (1667)                  | G   | Mühledorf, Dorf 46 607610 / 186493               |              |
| 52  | BW   | Datei hochladen | Mühle (18. Jh.)                    | G   | Mühledorf, Mühle 19 607479 / 186499              |              |
| 55  | BW   | Datei hochladen | Villa (1929)                       | G   | Mühledorf, Fimelen 6 607361 / 186689             |              |
| 56  | BW   | Datei hochladen | Wohnhaus (1960–1962)               | G   | Mühledorf, Leimere 23 607140 / 186745            |              |
| 64  | BW   | Datei hochladen | Käserei (1925)                     | G   | Dorfstrasse 20 608308 / 185524                   |              |
| 99  | BW   | Datei hochladen | Bauernhaus (1882)                  | G   | Gelterfingen, Dorf 21 605787 / 187840            |              |
| 115 | BW   | Datei hochladen | Speicher (1736)                    | G   | Gelterfingen, Eggenhorn 63 606006 / 188937       |              |
| 118 | BW   | Datei hochladen | Wohnhaus (1976)                    | G   | Mühledorf, Büel 55a 607716 / 186222              |              |
| 120 | BW   | Datei hochladen | Landsitz (um 1800)                 | G   | Mühledorf, Oberes Längmoos 1, 1a 606933 / 186979 |              |
| 121 | BW   | Datei hochladen | Feldscheune (um 1800)              | G   | Gelterfingen, Maleschen 58a 606773 / 187171      |              |
| 121 | BW   | Datei hochladen | Speicher (um 1600)                 | G   | Mühledorf, Oberes Längmoos 4a 606906 / 187012    |              |
| 134 | BW   | Datei hochladen | Speicher (1741)                    | G   | Mühledorf, Breite 37 607675 / 186402             |              |
| 135 | BW   | Datei hochladen | Stock (1. Hälfte 18. Jh.)          | G   | Noflen, Hubmatt 42 607857 / 183935               |              |
| 165 | BW   | Datei hochladen | Gasthaus Linde (1820)              | G   | Dorfstrasse 16 608392 / 185499                   |              |
| 191 | BW   | Datei hochladen | Bauernhaus (1. Viertel 18. Jh.)    | G   | Noflen, Neumatt 48 607801 / 184270               |              |
| 200 | BW   | Datei hochladen | Bauernhaus (1873)                  | G   | Seegasse 6 608585 / 185610                       |              |
| 246 | BW   | Datei hochladen | Bauernhaus (2. Hälfte 18. Jh.)     | G   | Noflen, Schürmatt 26 608506 / 183697             |              |
| 278 | BW   | Datei hochladen | Bauernhaus (2. Hälfte 18. Jh.)     | G   | Noflen, Auf der Höh 63 608472 / 182842           |              |
| 304 | ja   | Datei hochladen | Lehnerhaus (1761)                  | G   | Dorfstrasse 21 608421 / 185478                   |              |
| 393 | BW   | Datei hochladen | Wohnhaus / Schmiede (1725)         | G   | Chefelistutz 2 608489 / 185464                   |              |
| 415 | BW   | Datei hochladen | Ofenhaus-Stöckli (frühes 19. Jh.)  | G   | Gelterfingen, Eggenhorn 66 605936 / 188958       |              |
| 454 | BW   | Datei hochladen | Anbau zu Landhaus (frühes 18. Jh.) | G   | Seegasse 9 608523 / 185588                       |              |
| 454 | BW   | Datei hochladen | Herrenstock (1668)                 | G   | Seegasse 11 608516 / 185599                      |              |
| 454 | BW   | Datei hochladen | Waschhaus/Remise (frühes 18. Jh.)  | G   | Seegasse 11a 608535 / 185598                     |              |
| 519 | BW   | Datei hochladen | Wohnstock (1646)                   | G   | Uttigenstrasse 2 608731 / 185289                 |              |
| 527 | BW   | Datei hochladen | Bauernhaus / Salzhaus (1767)       | G   | Dorfstrasse 31 608358 / 185483                   |              |
| 653 | BW   | Datei hochladen | Pächterhaus (1790)                 | G   | Uttigenstrasse 3 608742 / 185317                 |              |
| 659 | BW   | Datei hochladen | Gasthaus Ochsen (1628)             | G   | Dorfstrasse 15 608466 / 185447                   |              |
| 667 | BW   | Datei hochladen | Wohnhaus (1926)                    | G   | Sonnhalde 8 608401 / 185270                      |              |
| 719 | BW   | Datei hochladen | Scheune (um 1860)                  | G   | Uttigenstrasse 2a 608780 / 185250                |              |
| 880 | BW   | Datei hochladen | Speicher (2. Hälfte 16. Jh.)       | G   | Insel 9b 608850 / 184392                         |              |